# تشانغ لي (منافسة ألعاب القوى)
تشانغ لي هي منافسة ألعاب القوى صينية، ولدت في 19 أكتوبر 1978.

## وصلات خارجية
- تشانغ لي على موقع الاتحاد الدولي لألعاب القوى (الإنجليزية)
- تشانغ لي على موقع اللجنة الأولمبية الصينية (الإنجليزية)